# Benjamin Gompertz

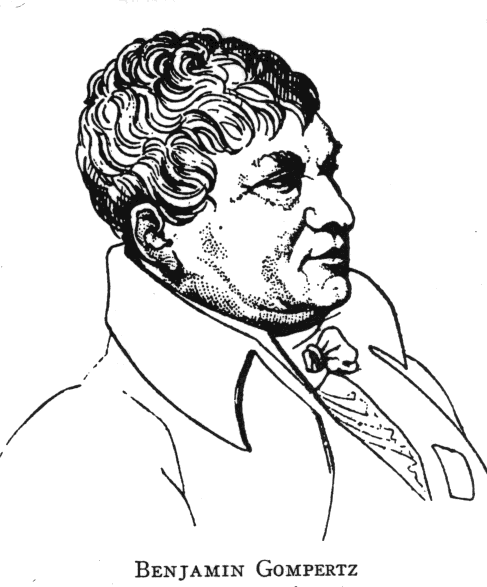
Benjamin Gompertz

Benjamin Gompertz (* 5. März 1779 in London; † 14. Juli 1865 ebenda) war Mathematiker und Autodidakt.

## Leben und Werk
Da er Jude war, wurde ihm der Zugang zur Universität verweigert. Dennoch wurde er 1819 Fellow der Royal Society. Er wurde durch die Arbeiten von Isaac Newton, Colin Maclaurin und Augustus De Morgan beeinflusst.
In seinen Arbeiten beschäftigte er sich mit Fourierreihen, der Konstruktion und den Eigenschaften astronomischer Instrumente. Ab 1820 benutzte er Methoden der Analysis für die Untersuchung von Lebenswahrscheinlichkeiten. 1824 wurde er Versicherungsmathematiker und Hauptbuchhalter einer Versicherungsgesellschaft. Auch war er in London als Börsenmakler tätig.
Noch heute sind Gompertz und seine Arbeiten im Bereich der Populationsdynamik durch das nach ihm benannte Gompertzsche Wachstumsmodell von 1825 bekannt. Dieses Modell ist verwandt mit dem später aufgekommenen und bekannteren logistischen Wachstumsmodell von Pierre-François Verhulst.
Es kann auf folgende Weise mathematisch formuliert werden:
{\displaystyle N'(t)=-rN(t)\log \left({\frac {N(t)}{K}}\right)}
Dabei beschreibt {\displaystyle N(t)} die Anzahl der Individuen zum Zeitpunkt t und r die intrinsische Wachstumsrate. K steht für die Kapazität, also den Gleichgewichtszustand.
Durch den Term, der die Kapazitätsgrenze beschreibt, wird die probable cause of epidemics, die Thomas Robert Malthus in seinem demographischen Modell postulierte, modelliert.
In Science wurde 1992 ein Artikel zu Gompertz’ Modell veröffentlicht. Dabei wurde die Populationsdynamik bei Drosophila melanogaster untersucht, indem die Fliegen in mehreren abgeschlossenen Räumen gehalten wurden und täglich die toten Fliegen gezählt wurden. Die Wissenschaftler begannen mit 1 203 646 Fliegen und notierten jeden Tag die am Boden liegenden Fliegen. Nach 171 Tagen waren alle Fliegen tot.
Die Idee der Gleichung besteht darin, dass die Sterblichkeitsrate jedes Individuums einer Population bei fortschreitendem Alter exponentiell steigt.
Die oft nach ihm benannte Euler-Gompertz-Konstante
{\displaystyle G:=\int _{0}^{\infty }{\frac {e^{-t}}{1+t}}\,\mathrm {d} t} = 0,596347362323194…
findet sich in seinen Arbeiten nicht.
Gompertz war seit 1820 ein frühes Mitglied der Royal Astronomical Society und 1834 Gründungsmitglied der Royal Statistical Society.

## Schriften

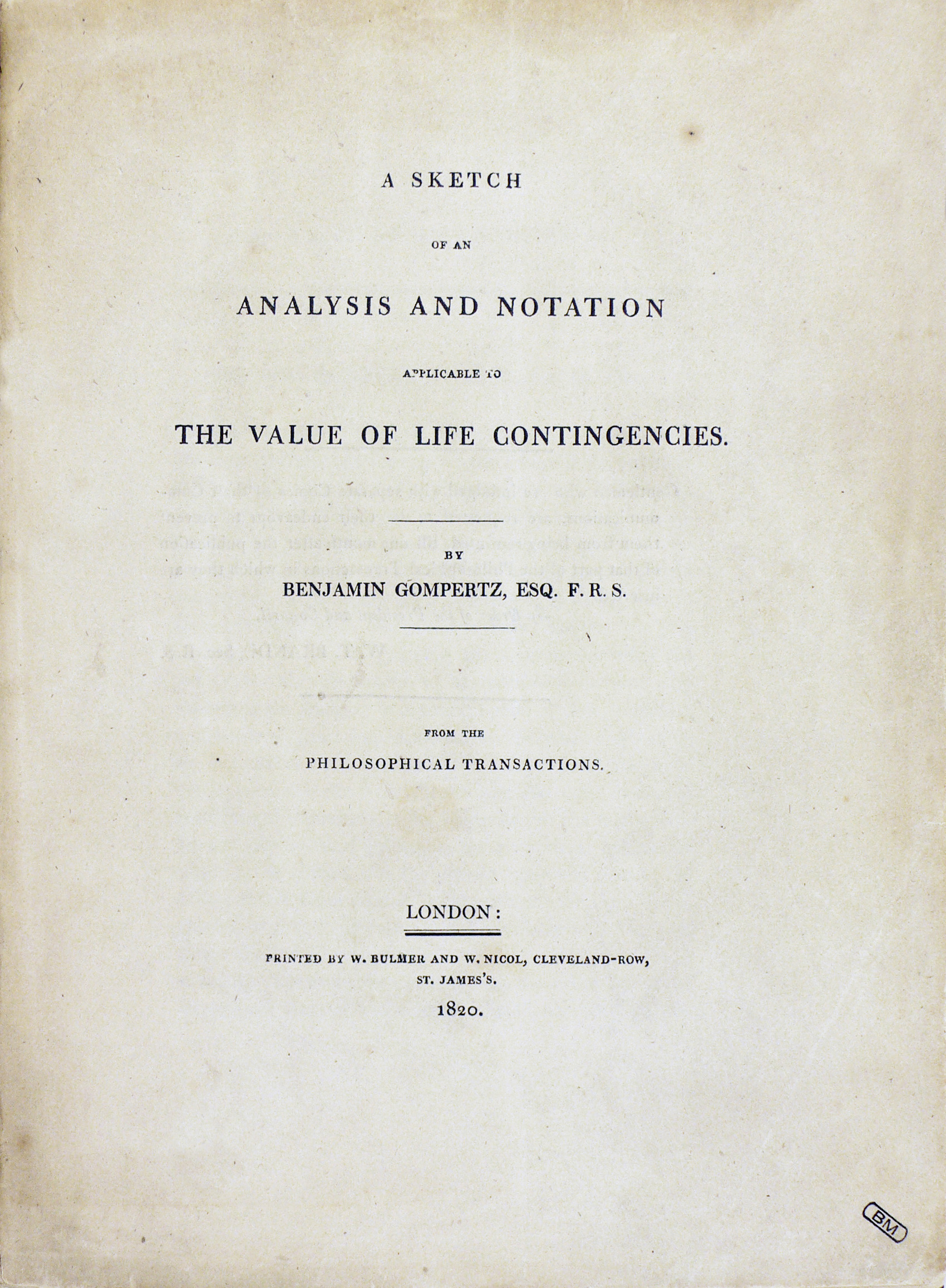
A sketch of an analysis, 1820

- The Application of a Method of Differences to the Species of Series whose Sums are obtained by Mr. Landen, by the Help of impossible Quatities. Philosophical Transactions of the Royal Society of London, vol. 96 (1806), S. 147–194.
- On the Nature of the Function Expressive of the Law of Human Mortality, and on a New Mode of Determining the Value of Life Contingencies. Philosophical Transactions of the Royal Society of London, Vol. 115 (1825), S. 513–585.